# 佐藤有美

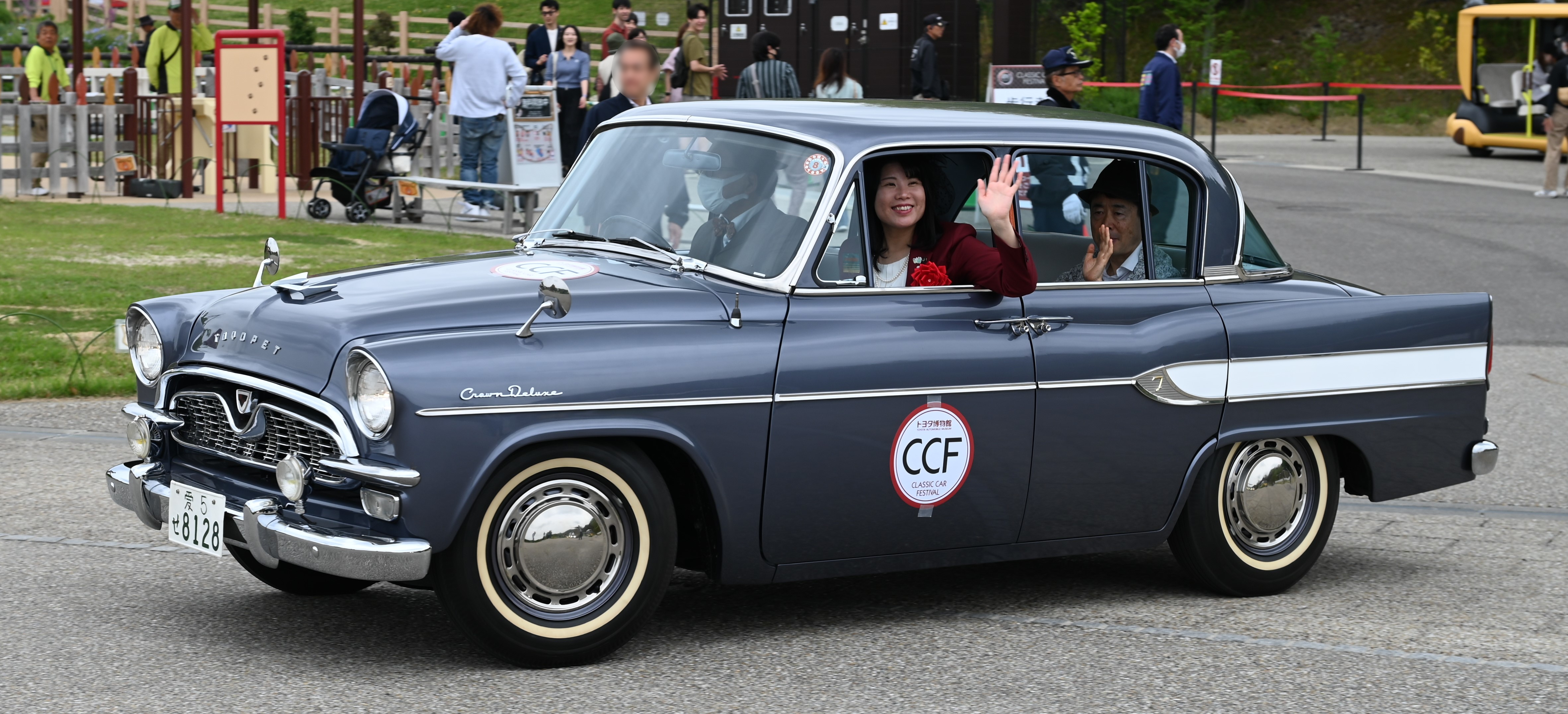
長久手市の愛・地球博記念公園で開催された第35回トヨタ博物館クラシックカー・フェスティバルにおいてトヨペット・クラウンに乗る佐藤（助手席）
（2025年4月20日）

佐藤 有美（さとう ゆみ、1978年1月24日 - ）は、日本の政治家。愛知県長久手市長（1期）。

## 略歴
1978年1月24日、愛知県名古屋市名東区にて出生。
2000年、南山大学文学部卒業。損保ジャパン勤務。
2005年、愛知万博（愛地球博）日本館勤務、保険代理店勤務。
2011年、長久手町議会（当時）議員選挙初当選（以降、2023年まで4期連続当選）。
2023年、任期満了に伴う長久手市長選挙（8月27日投開票）に出馬し元NPO法人事務局長の岩岡ひとみ、元長久手市議会議員で2度目の挑戦だった佐野尚人を押さえ初当選（佐藤：7192票、岩岡：5442票、佐野：4975票）。
1947年の地方自治法制定以降、知事を含めて愛知県内初の女性首長となった。
市議会議員時代は今季限りで引退する市長の吉田一平に対し市政の問題点を市議会でたびたび追及してきた。選挙戦でも「現在の市の事業を総点検し、良いところは継続し変わるところは決断力を持って変えてゆく」と訴えた。

## まちづくりビジョン
- 誰もが希望を持てるまち
- 子どもがすくすく育つまち
- 高齢者に優しいまち
- 文化芸術・スポーツのまち
- 自然環境を大切にするまち

## 重点政策
- 18歳までの医療費無償化
- 「子ども条例」の制定
- N-バスの75歳以上運賃無償化
- シニアカーをレンタル
- 帯状疱疹ワクチン接種費用の助成
- 新庁舎・総合体育館の整備
- 中央図書館の分館創設
- 「香流苑」の跡地利用
- 着実な財政政策の構築
- 観光の活性化
- 防災対策の強化